# Pinus douglasiana
Pinus douglasiana là một loài thực vật hạt trần trong họ Thông. Loài này được Martínez miêu tả khoa học đầu tiên năm 1943.